# Véronique Leysen
Véronique Leysen (Mechelen, 17 januari 1986) is een Belgische voormalige actrice, presentatrice en zangeres.

## Biografie
Leysen is vooral bekend als Roxanne uit de populaire Ketnetsoap Spring. In het najaar van 2007 was ze te zien in de rol van Fanny in de theaterproductie Baas boven baas Studio 100, gebaseerd op het gelijknamige stripalbum uit de reeks De Kiekeboes. Ze toerde in 2008 ook rond met Daphne Paelinck en Rob Teuwen als "De Droombrigade". Van 2008 tot en met 2011 speelde ze Marie-Claire de La Fayette in de jeugdserie Amika. Van december 2009 tot eind september 2013 was Leysen ook Ketnetwrapper en frontzangeres van de Ketnetband. In november 2010 was ze copresentatrice van het Ketnetprogramma Voeten vegen en presenteerde ze voor de Ketnetradio. Tijdens Ketnet King Size, op 28 september 2013, was Véronique voor de laatste keer als Ketnetwrapper op het scherm te zien. In de film Zot van A. (2010) van Jan Verheyen speelt ze een bijrol. Leysen deed ook mee aan het VT4-programma De Oplichters, samen met Tom Waes. In 2013 speelde ze verschillende gastrollen voor het VTM-programma Lang Leve.... In de Limburgse serie "Kleine verhalen in een grote oorlog." speelt ze een bijrol. 
Véronique deed tevens gastrollen en gastoptredens in verschillende televisieseries zoals: De Kotmadam, Code 37, LouisLouise, Aspe, Vermist, De generatieshow, Goeie Vrijdag, Volt, De laatste show, Blokken, De klas van Frieda, 1000 zonnen, Groot Nederlands Dictee, Mijn Kunst Is Top, Man bijt hond, Café Corsari, Vanthilt on tour, VTM Telefoneert, Hotel M en De wereld van.
Veronique is auteur van twee breiboeken Nog een breiboek?! en "Nog een ander breiboek?!" en heeft een eigen breilabel en koffielabel Maurice coffee & knits. Het is vernoemd naar de gelijknamige grootvader van Véronique die gestorven is in 2006. Daarnaast startte Veronique enkele koffiebars, ook genaamd Maurice. In 2016 ging ze voor haar breilabel een samenwerking met kledingketen ZEB aan. In 2018 wilde ze stoppen met haar koffiebars en ging ze met Dille & Kamille in zee voor het oprichten van een restaurant. Dat laatste ging niet door, ze sloot wel noodgedwongen door asbest een van de twee koffierbars en verkocht de ander, maar ze opende een nieuwe in de Sint-Annakapel, die onderdeel van een franchisesysteem werd.

### Studies
Veronique studeerde aan het Stedelijk Instituut voor Sierkunsten en Ambachten te Antwerpen, waar ze kon proeven van de eerste stapjes als actrice. Voordat ze meedeed aan Spring, had ze al deelgenomen aan vele theaterproducties. Later nam ze zelf de camera ter hand en studeerde af in Audiovisuele vorming en ging verder in de studie Journalistiek. Al snel ging ze aan het werk als reporter en verzorgde ze reportages op freelancebasis. Veronique studeerde van 2008 tot 2009 Criminologie aan de VUB en in 2021 begon ze aan een opleiding als interieurarchitect.

## Privé
Leysen heeft een relatie met presentator Thomas Vanderveken. In januari 2017 kregen ze samen een zoon. In februari 2020 werd hun tweede kindje geboren. In juni 2022 verwelkomden ze een derde kindje.

## Televisie
| Programma      | Rol                           | Periode   |
| -------------- | ----------------------------- | --------- |
| Hoofdrollen    |                               |           |
| Spring         | Roxanne Boisier               | 2005–2008 |
| Amika          | Marie-Claire de la Fayette    | 2008–2011 |
| De Oplichters  | zichzelf                      | 2010      |
| Gastrollen     |                               |           |
| Lang Leve      | Lindsay De Bolle, Karen Damen | 2013      |
| LouisLouise    | Eva                           | 2008–2009 |
| M!LF           | Veronique                     | 2009      |
| M!LF           | Cindy van Carwash Jeanke      | 2009      |
| Clash          | Kapitein van de meisjes       | 2009      |
| Code 37        | Wendy                         | 2009      |
| Aspe           | Sophie Oprins                 | 2010      |
| Vermist        |                               | 2010      |
| De Kotmadam    | Agneta                        | 2010      |
| Presentatrice  |                               |           |
| Ketnetwrapster | zichzelf                      | 2009–2013 |
| Zangeres       |                               |           |
| Ketnetband     | zichzelf                      | 2009–2013 |

## Films
| Film       | Rol  | Periode |
| ---------- | ---- | ------- |
| Zot van A. | Sara | 2010    |